# Labrostochelys
Labrostochelys is een geslacht van uitgestorven pleurodire schildpadden dat werd ontdekt in het Ouled Abdoun-bekken in Marokko. 

## Naamgeving
Het geslacht bestaat uitsluitend uit de typesoort Labrostochelys galkini, in 2006 benoemd door Eugene S. Gaffney, Tong Haiyan en Peter Andre Meylan. De geslachtsnaam is een combinatie van het Grieks labros, 'fel toehappend', en chelys, 'schildpad', een verwijzing naar de scherp gepunte kop. De soortaanduiding eert de paleontologe Judy Galkin.
Labrostochelys werd vermoedelijk ontdekt in het Ouled Abdoun-bekken van Marokko, vooral bekend om zijn fossielen uit het Maastrichtien en Paleoceen. Het is bekend van een bijna complete schedel, het holotype AMNH 30043, in 1998 gekocht van de fossielenhandelaar Michael Hammer.

## Beschrijving
Verschillende onderscheidende kenmerken werden vastgesteld. De schedel is zeer lang en smal met een langwerpige taps toelopende snuit. Praemaxilla, bovenkaaksbeen en prefrontale zijn extreem lang. De voorste tak van de praemaxilla reikt tot voor de buitenste richel van het verhemelte wat verder geen enkele andere schildpad toont. Het centrale neusgat wordt geheel of gedeeltelijk in tweeën gedeeld door prefrontalia en praemaxillae. Het squamosum steekt ver naar achteren, in mate die bij schildpadden verder alleen voorkomt bij de Trionychoidea. Het basisfenoïde is groot en driehoekig, de pterygoïden vrijwel scheidend. De afstand tussen de oogkassen is korter dan bij enig ander lid van de Taphrosphyini. De fenestra postotica staat meer horizontaal dan bij andere Taphrosphyini. De processus trochlearis pterygoidei is parasagittaal gericht, dus evenwijdig aan de middenlijn van de schedel, en erg klein.

## Fylogenie
Labrostochelys is in de Taphrosphyini geplaatst.